# Multi-service access node
Ein Multi-Service Access Node (MSAN) ist ein typischerweise in einer Telefonvermittlung installiertes Gerät, das die Telefonleitungen der Kunden mit dem Kernnetz verbindet, um Telefon, ISDN und Breitband, wie etwa DSL, auf einer einzigen Plattform bereitzustellen.
Vor dem Einsatz von MSANs verfügten Telekommunikationsanbieter typischerweise über eine Vielzahl separater Geräte, einschließlich DSLAMs, um den Kunden die verschiedenen Arten von Diensten bereitzustellen. Die Integration aller Dienste auf einem einzigen Knoten, der normalerweise alle Datenströme über IP oder Asynchronous Transfer Mode (ATM) an einen zentralen Netzwerkelement, kann kostengünstiger sein und den Kunden möglicherweise neue Dienste schneller als bisher bieten.
Ein typisches Außen-MSAN-Gehäuse besteht aus Schmalband- (POTS) und Breitband- (xDSL) Anschlüssen, Batterien mit Gleichrichtern, einer optischen Übertragungseinheit und einem Kupferleitungsverteiler.